# Olybria aliculella
Olybria aliculella är en fjärilsart som beskrevs av George Duryea Hulst 1887. Olybria aliculella ingår i släktet Olybria och familjen mott. Inga underarter finns listade i Catalogue of Life.